# Юань Юань (плавчиня)
Юань Юань (11 січня 1976) — китайська плавчиня.
Учасниця Олімпійських Ігор 1996 року. Медалістка Чемпіонату світу з водних видів спорту 1994 року.